# Apostolic Christian Council of Zimbabwe
Apostolic Christian Council of Zimbabwe (ACCZ) är den största ekumeniska organisationen i Zimbabwe. 
ACCZ grundades den 12 september 2010, leds av ärkebiskop Johannes Ndanga och samlar över 100 olika sionistkyrkor med miljontals anhängare tillsammans. Organisationen har bildats i opposition till de andra, äldre ekumeniska råd som finns i landet och som organiserar kyrkor med rötterna i utländsk mission. ACCZ menar att dess medlemskyrkor är de enda sanna inhemska trossamfunden. Bland dessa märks The African Apostolic Church, Zion Apostolic Church, Johane Marange Apostolic Church och Johane Masowe yeChishanu.
Man spelar på nationalistiska strängar och är nära lierat med det styrande partiet Zanu-PF, vars tidigare ledare Robert Mugabe besökte många av ACCZ:s konvent. Ett profetråd, bestående av profeter från medlemskyrkor inom ACCZ, förutspådde Mugabes omval i presidentvalet 2013.